# Leptenicodes annulifer
Leptenicodes annulifer là một loài bọ cánh cứng trong họ Cerambycidae.